# Anaphyllopsis
- Commons
- Wikispecies

Anaphyllopsis A. Hay  é um género botânico pertencente à família Araceae.

## Espécies
Apresenta três espécies:
- Anaphyllopsis americana
- Anaphyllopsis cururuana
- Anaphyllopsis pinnata